# 1063-as busz
Az 1063-as jelzésű autóbusz egy országos autóbuszjárat volt, amit Budapestet kötötte össze és Jászárokszállással.
Munkanapokon egy járatpár szállította az utasokat. Útvonalának hossza 91,6 km, menetideje Jászárokszállás felé 1 óra 50 perc, Budapest felé 1 óra 55 perc volt.
A 2024. augusztus 17-ei menetrend módosításokkal a Volánbusz megszüntette az autóbuszvonalat.

## Megállóhelyei
| 0  | Budapest, Stadion autóbusz-pályaudvar végállomás | 20 | 1, 1A 75, 77, 80 95, 130, 195 396, 397, 398, 399, 400, 402, 410, 412, 414, 422, 424, 430, 432, 434, 435, 436, 437, 438, 439, 440, 441, 442, 485, 486 1020, 1021, 1024, 1031, 1034, 1037, 1039, 1040, 1044, 1045, 1046, 1049, 1050, 1052, 1054, 1055, 1060, 1066, 1068, 1069, 1070, 1075, 1076, 1077, 1078 |
| 1  | Budapest, Kacsóh Pongrác út                      | 19 | 1, 1A, 3, 69 74, 74A, 82 25, 32, 225 396, 397, 398, 399, 402, 412, 414, 422, 424, 432, 434, 435, 436, 437, 438, 439, 442 1020, 1021, 1024, 1031, 1034, 1037, 1039, 1040, 1044, 1045, 1046, 1049, 1050, 1052, 1054, 1055, 1066, 1068, 1069, 1076                                                           |
| 2  | Budapest, Szerencs utca                          | 18 | 96, 225, 296, 296A 396, 397, 398, 399, 402, 412, 414, 422, 424, 432, 434, 435, 436, 437, 438, 439, 442 1020, 1021, 1024, 1031, 1034, 1037, 1039, 1040, 1044, 1045, 1046, 1049, 1052, 1054, 1055, 1066, 1068, 1069, 1076                                                                                   |
| 3  | Kerekharaszt (3-as főút)                         | 17 | 348, 410, 412, 414 1037, 1039, 1040 |
| 4  | Hatvan, Rákóczi út                               | 16 | 4 348, 406, 407, 409, 410, 412, 414, 3640, 3641 1037, 1039, 1040 |
| 5  | Hatvan, Zöldfa vendéglő                          | 15 | 2, 4, 9 348, 406, 407, 409, 410, 412, 414, 3640, 3641 1037, 1039, 1040 |
| 6  | Hatvan, autóbusz-pályaudvar                      | 14 | 348, 404, 406, 407, 409, 410, 412, 414, 3448, 3600, 3601, 3602, 3604, 3605, 3607, 3610, 3612, 3622, 3624, 3626, 3628, 3640, 3641, 3652, 3675, 3678, 4681, 4686 1037, 1039, 1040, 1306, 1427, 1467 |
| 7  | Hatvan, Kossuth tér                              | 13 | 1, 2, 4, 4A, 7, 9 1037, 1039, 1040, 1427, 1467 3448, 3600, 3601, 3604, 3605, 3607, 3610, 3612, 3652, 3675, 3678, 3679, 4681 |
| 8  | Hatvan, Horváth Mihály út                        | 12 | 1, 4A, 9 1039, 1040, 1427, 1467 3448, 3604, 3610, 3612, 3675, 3679, 4681 |
| 9  | Hatvan, Vásártér                                 | 11 | 1467 3612, 4681 |
| 10 | Csány, Sas-telek                                 | 10 | 3612 |
| 11 | Csány, Hatvani út                                | 9  | 3612 |
| 12 | Csány, Nagy utca                                 | 8  | 3612 |
| 13 | Csány, autóbusz-forduló                          | 7  | 3612 |
| 14 | Atkár, Hevesi tér                                | 6  | 3612, 3670 |
| 15 | Atkár, autóbusz-váróterem                        | 5  | 1348, 1469, 1515 3612, 3670, 3671, 3673, 3697, 4602, 4653 |
| 16 | Vámosgyörk, szociális otthon                     | 4  | 1348, 1469, 1515 3612, 3670, 3671, 3673, 3697, 4602, 4653 |
| 17 | Vámosgyörk, vasútállomás                         | 3  | 1348, 1469, 1515 3612, 3670, 3671, 3673, 3697, 4602, 4653 S80, személyvonat, Agria InterRégió, Mátra InterRégió |
| 18 | Jászárokszállás, malom                           | 2  | 1348, 1469 3670, 3671, 4602, 4653 |
| 19 | Jászárokszállás, városháza                       | 1  | 1348, 1469, 1515 3667, 3670, 3671, 3688, 4602, 4650, 4653, 4658 |
| 20 | Jászárokszállás, Halász utca végállomás          | 0  | 3667, 3670 |